# Сікорська Зінаїда Степанівна
Сікорська Зінаїда Степанівна (*11 вересня 1937, м. Микитівка Донецької області) — український лінгвіст, педагог, багаторічний декан факультету української філології Луганського національного університету імені Тараса Шевченка, авторка першого у слов'янському мовознавстві перекладного словотвірного словника.

## Біографія
Зінаїда Сікорська народилася в Микитівці на Донеччині. Навчалася в середній школі. 1954 року вступила до Ворошиловградського педагогічного інституту (нині — Луганський національний університет імені Тараса Шевченка).
1957 року з відзнакою закінчила інститут за спеціальністю «Українська мова, література та історія», дістала призначення на посаду вчителя, а з 1960 року стає викладачем Лисичанського педучилища.
З 1963 року працює в Луганському педагогічному інституті на посадах асистента, старшого викладача, доцента.
1972 року в Києві захищає кандидатську дисертацію, присвячену діалектному словотворенню іменників у степових говірках української мови.
1986–1987 роки — завідувачка кафедри української мови, 1987–1997 роки — декан факультету української філології.
1991 року Зінаїда Сікорська здобуває вчене звання професора.
З 2003 року — завідувачка кафедри й професор Луганського державного інституту культури та мистецтв.

## Наукова діяльність

Словотворчий словник З. Сікорської

Зінаїда Сікорська викладає та досліджує старослов'янську мову, словотвір, діалектологію Луганщини, лінгвостилістику, методику викладання української мови.
Авторка «Українсько-російського словотворчого словника» (Київ, 1985, 1995). Словник містить близько 42 тисяч слів. У ньому розкрито процес словотворення найуживаніших слів української мови порівняно з російською, показано спільність словотворчих процесів близькоспоріднених мов. У передмові до словника Сікорська подає ґрунтовні тлумачення понять «твірне слово», «похідне слово», «словотвірний аналіз», «морфемний аналіз» тощо.
У численних наукових статтях Сікорська досліджує словотворення української мови. Зокрема, її розвідки присвячені твірним словам і твірним основам, способам словотворення, словотвірній системі українського іменника, словотворчим префіксам і префіксоїдам.
2003 року видала «Словник лінгвістичних термінів: Словотвір і морфеміка» (Київ), де подала наукове тлумачення 2155 термінів, засвідчених у науковій і навчальній літературі, навела широкий ілюстративний матеріал.
Працює в царині діалектології, брала активну участь у дослідженні діалектного мовлення. Зокрема, виступила співорганізатором експедицій з метою збирання діалектної лексики слобожанських і степових говірок.
Зінаїда Сікорська — співавторка «Словника діалектної лексики Луганщини» (Київ, 2002), що охоплює понад 3250 слів.

Посібник з правопису української мови (автори З. Сікорська, І Магрицька, А. Панченков)

Активно працює в царині методики викладання української мови. Авторка збірників диктантів і переказів, посібників з вивчення української мови для школярів та абітурієнтів.

## Праці
1. Навчальні перекази з української мови в 4-8 класах /О. М. Маштабей, З. С. Сікорська, Е. Й. Лоповок. — К.:1974. — 240 с.; 2-ге вид. — 1981; 3-тє вид.-1989.
2. Українська діалектологія /К. Д. Глуховцева, З. С. Сікорська.-Ворошиловград, 1981.-66 с.
3. Українська мова: Зб. вправ /З. С. Сікорська, В. Д. Ужченко, В. О. Шевцова. — К.: Вища шк., 1985. — 255 с.
4. Українсько-російський словотворчий словник. — К.: Рад. шк-1985.-188 с.
5. Збірник диктантів з української мови для 5-9 класів /З. С. Сікорська, Т. П. Терновська. — К.: Рад. шк,1989. — 448 с.; 2-ге вид. — 1995.
6. Дидактичний матеріал з української мови для 10-11 класів / Сікорська З. С., Терновська Т. П. — К.: Рад. шк.,1991. — 272 с.
7. Мова -душа народу: Регіон. компонент у навчанні мови (10-11 кл) /Сікорська З. С. та ін. — -Луганськ, 1997. — 170 с.
8. Сватівщина: Матеріали фольклорно-діалектол. експедицій /Упоряд. К. Д. Глуховцева та ін.;За ред. З. С. Сікорської. — Луганськ, 1998. — 136 с.
9. Словникові диктанти з української мови для 5-7 класів /Сікорська З. С., Горошкіна О. М., Шевцова В. О. — К.: Вежа,1999. — 256 с.
10. Практикум з української мови: Система навч. вправ..(10-11 кл.) /З. С. Сікорська, В. О. Шевцова, О. М. Горошкіна. — Луганськ: Знання, 2000. — 286 с.
11. Сучасна українська мова. Словотвір і морфеміка: Навч. посіб. для студ. філол. фак. ун-тів і пед. ін-тів. — Луганськ: Альма-матер, 2000. — 174 с.
12. Старобільщина: Матеріали фольклорно-діалектол. експедиції /Упоряд. К. Д. Глуховцева. За ред. З. С. Сікорської. — Луганськ, 2000. — 128 с.
13. Словник діалектної лексики Луганщини /З. С. Сікорська, В. О. Шевцова, Л.Шутова; За ред. Сікорської З. С. — Луганськ: Шлях, 2002. — 224 с.
14. Українська мова: Структурований практикум з орфографії/З. С. Сікорська, І. В. Магрицька, А. О. Панченков. — К.: А. С.К., 2005. — 240 с.